# Kaylin Richardson
Kaylin Lorraine Richardson (Minneapolis, 28 settembre 1984) è un'ex sciatrice alpina statunitense.

## Biografia
Originaria di Edina e attiva in gare FIS dal dicembre del 1999, in Nor-Am Cup la Richardson esordì il 20 novembre 2000 a Winter Park in slalom gigante, senza completare la gara, e ottenne la prima vittoria, nonché primo podio, il 4 gennaio 2003 a Val Saint-Côme in slalom speciale. Esordì in Coppa del Mondo il 19 novembre 2003 a Park City in slalom speciale, senza completare la gara, e ai Giochi olimpici invernali a Torino 2006, dove si classificò 17ª nella combinata.
Nella stagione 2006-2007 colse l'ultima vittoria in Nor-Am Cup, l'11 dicembre a Panorama in supergigante, ottenne il miglior piazzamento in Coppa del Mondo, il 7 gennaio a Kranjska Gora in slalom gigante (8ª), e partecipò ai Mondiali di Åre, sua unica presenza iridata, dove arrivò 23ª nello slalom speciale e 12ª nella supercombinata.
Il 12 marzo 2009 ottenne l'ultimo podio in Nor-Am Cup, a Lake Placid in supercombinata (2ª); prese per l'ultima volta il via in Coppa del Mondo il 30 gennaio 2010 a Sankt Moritz in discesa libera (36ª) e ai successivi XXI Giochi olimpici invernali di Vancouver 2010, sua ultima presenza olimpica, si classificò 17ª nella supercombinata. Si ritirò al termine di quella stessa stagione 2009-2010 e la sua ultima gara fu lo slalom gigante dei Campionati statunitensi 2010, disputato il 23 marzo a Lake Placid e chiuso dalla Richardson al 30º posto.

## Palmarès

### Coppa del Mondo
- Miglior piazzamento in classifica generale: 46ª nel 2007

### Coppa Europa
- Miglior piazzamento in classifica generale: 34ª nel 2004
- 2 podi:
  - 1 vittoria
  - 1 secondo posto

#### Coppa Europa - vittorie
| Data             | Località  | Paese      | Specialità |
| ---------------- | --------- | ---------- | ---------- |
| 21 febbraio 2004 | Krompachy | Slovacchia | GS         |

Legenda:

GS = slalom gigante

### Nor-Am Cup
- Miglior piazzamento in classifica generale: 3ª nel 2004
- Vincitrice della classifica di slalom speciale nel 2003, nel 2004 e nel 2005
- 19 podi:
  - 10 vittorie
  - 6 secondi posti
  - 3 terzi posti

#### Nor-Am Cup - vittorie
| Data             | Località         | Paese  | Specialità |
| ---------------- | ---------------- | ------ | ---------- |
| 4 gennaio 2003   | Val Saint-Côme   | Canada | SL         |
| 14 marzo 2003    | Panorama         | Canada | SL         |
| 3 gennaio 2004   | Mont-Sainte-Anne | Canada | SL         |
| 12 marzo 2004    | Georgian Peaks   | Canada | SL         |
| 2 gennaio 2005   | Mont-Sainte-Anne | Canada | SL         |
| 3 gennaio 2005   | Mont-Sainte-Anne | Canada | SL         |
| 8 marzo 2005     | Craigleith       | Canada | SL         |
| 14 marzo 2006    | Panorama         | Canada | SL         |
| 17 marzo 2006    | Panorama         | Canada | GS         |
| 11 dicembre 2006 | Panorama         | Canada | SG         |

Legenda:

SG = supergigante

GS = slalom gigante

SL = slalom speciale

### Campionati statunitensi
- 5 medaglie:
  - 4 ori (slalom speciale nel 2006; discesa libera, combinata[1] nel 2007; discesa libera nel 2009)
  - 1 bronzo (supergigante nel 2006)